# 29725 Mikewest
29725 Mikewest este o planetă minoră (asteroid), cu un diametru de 8,585 km, din centura de asteroizi. A fost descoperită pe 15 ianuarie 1999 la Caussols de OCA-DLR Asteroid Survey⁠(d). 
Obiectul prezintă o orbită caracterizată de o semiaxă mare de 3,0716852 UAi, o excentricitate de 0,1, o înclinație de 2,39653 ° în raport cu ecliptica.